# Unterseen
Unterseen est une ville et une commune suisse du canton de Berne, située dans l'arrondissement administratif d'Interlaken-Oberhasli.

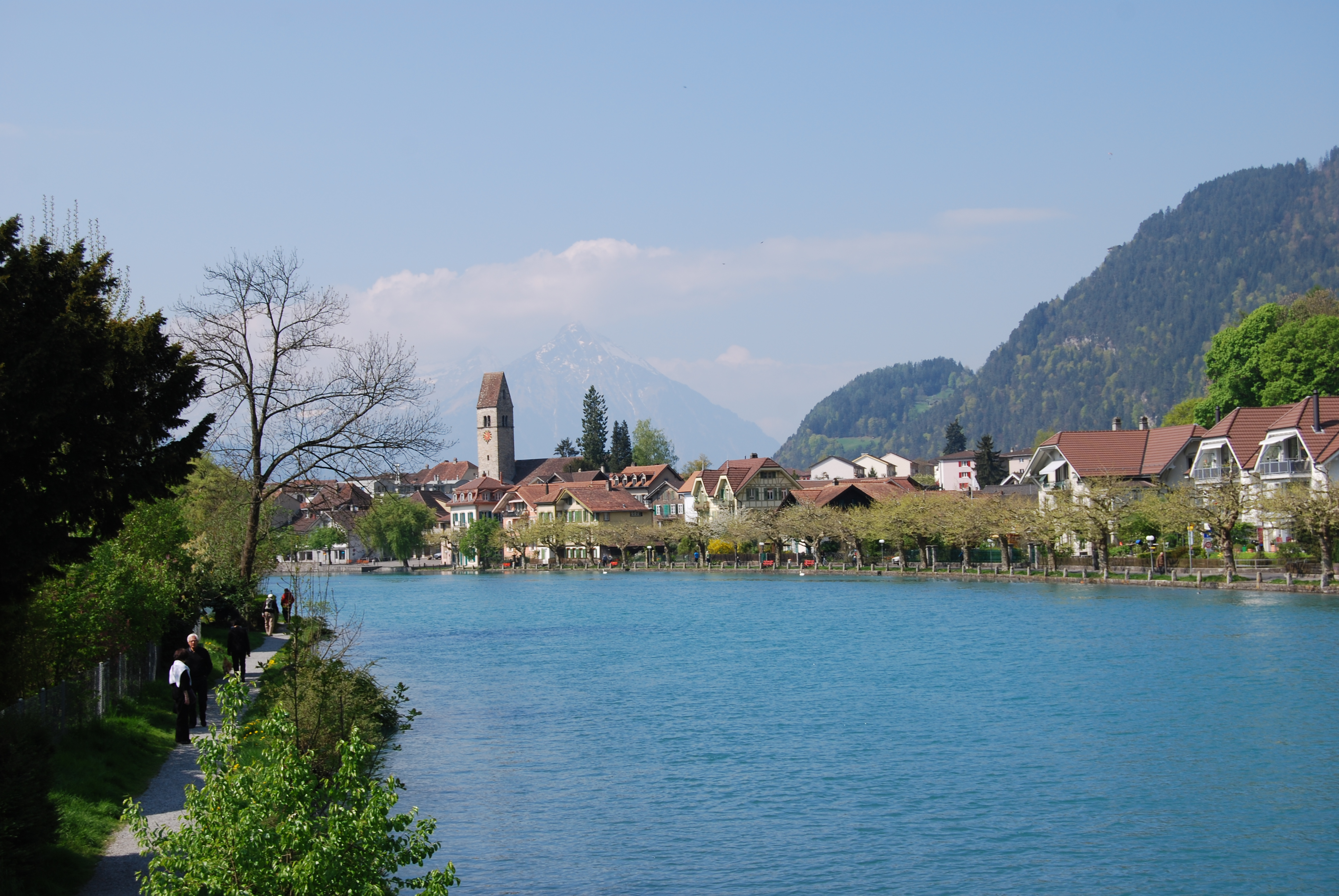
Unterseen.

## Tourisme
- Le Château d'Unterseen fut construit vers 1656, en utilisant en partie le matériel d’un précédent édifice et des ruines de Unspunnen. Une rénovation intégrale fut effectuée entre 1746 et 1757.

## Démographie
Selon une étude menée en 2022, la population permanente serait de 5 745 habitants. La densité y est de 409 hab./km².

## Géographie
La superficie de cette ville est de 14,03 km².
Géographie